# Francisco Pereira Ataíde
Francisco Pereira Lopes de Bettencourt Ataíde (Ponta Delgada, São José, 7 de Setembro de 1836 — Ponta Delgada, 18 de Janeiro de 1917), mais conhecido por Francisco Pereira Ataíde, foi um dos paladinos da Primeira Autonomia dos Açores, membro da Comissão Autonómica de Ponta Delgada, tendo sido eleito deputado na lista autonomista que concorreu às eleições gerais de 15 de Abril de 1894 (30.ª legislatura da Monarquia Constitucional Portuguesa) pelo círculo eleitoral de Ponta Delgada. Foi presidente da Câmara Municipal de Ponta Delgada e o primeiro presidente da Junta Geral do Distrito Autónomo de Ponta Delgada, logo após a entrada em aplicação do Decreto Autonómico de 1895. Exerceu ainda as funções de governador civil, administrador do concelho e de provedor da Santa Casa da Misericórdia de Ponta Delgada.

## Biografia
Francisco Pereira Lopes de Bettencourt Ataíde foi filho de Francisco Pereira Lopes de Bettencourt Ataíde (Santa Cruz da Graciosa, Santa Cruz da Graciosa, 24 de Novembro de 1811 - Ponta Delgada, Matriz (hoje São Sebastião), 24 de Outubro de 1884), Tenente-Coronel, um rico proprietário rural e senhor de vários vínculos, e de sua mulher e prima-tia (Lagoa, Santa Cruz, 19 de Novembro de 1835) Maria José de Bettencourt (Lisboa, 22 de Agosto de 1808 - 2 de Fevereiro de 1892). Casou primeira vez em Ponta Delgada, Matriz (hoje São Sebastião), a 24 de Outubro de 1860 com Emília Adelaide Borges do Canto de Sousa de Medeiros (Vila do Porto, 17 de Agosto de 1835 - Ponta Delgada, Matriz (hoje São Sebastião), 8 de Fevereiro de 1865), com geração feminina extinta, e casou segunda vez em Ponta Delgada, Matriz (hoje São Sebastião), a 26 de Junho de 1867 com Isabel Maria de Andrade Albuquerque de Bettencourt (Ponta Delgada, São Sebastião, 1850 - 1877), irmã de Duarte de Andrade Albuquerque de Bettencourt, o 1.º Conde de Albuquerque, com geração feminina, e teve uma filha bastarda, casada e com geração.
Formou-se em Direito pela Faculdade de Direito da Universidade de Coimbra, estabelecendo-se como advogado em Ponta Delgada, ao mesmo tempo que administrava as propriedades da família. A sua ligação às grandes famílias terratenentes da ilha e os sucessos forenses que obteve fizeram dele um dos mais destacados advogados da cidade e um dos mais distintos jurisconsultos da Ilha de São Miguel.
Aderiu ao Partido Regenerador, sendo um dos seus mais destacados dirigentes no Distrito de Ponta Delgada. Em consequência, exerceu diversos cargos políticos locais, entre os quais o de membro do Conselho de Distrito, administrador do concelho e presidente da Câmara Municipal, governador civil interino e provedor da Santa Casa da Misericórdia.
Aderiu entusiasticamente aos ideais autonomistas do Primeiro Movimento Autonómico Açoriano, sendo um dos membros eleitos por aclamação no comício realizada no Teatro Micaelense a 19 de Fevereiro de 1893 para integrar a Comissão Autonómica de Ponta Delgada à qual competiu conduzir o processo de elaboração de um projecto de lei concedendo autonomia aos distritos açorianos que a solicitassem.
Na sequência desse processo, aderiu à dissidência regeneradora que em conjunto com os elementos da direcção local do Partido Progressista e com independentes formaram a lista autonomista que venceu as eleições gerais de 15 de Abril de 1894 (30.ª legislatura da Monarquia Constitucional Portuguesa) no círculo eleitoral de Ponta Delgada.
Eleito deputado, prestou juramento nas Cortes a 29 de Outubro de 1894, assinando, com Gil Mont'Alverne de Sequeira e Duarte de Andrade Albuquerque Bettencourt, o projecto de lei sobre autonomia administrativa que havia sido elaborado pela Comissão Autonómica de Ponta Delgada. Coube-lhe apresentar à Câmara dos Deputados, na sessão de 6 de Novembro de 1894, as orientações e o projecto político dos deputados autonomistas micaelenses. A dissolução prematura das Cortes, cuja última sessão da legislatura se realizou a 28 de Novembro daquele ano, levou a que o projecto de lei nem chegasse a ser formalmente admitido à Câmara. Apesar disso, os contacto mantidos com o Governo, perticularmente por Gil Mont'Alverne de Sequeira, levariam à aprovação do Decreto Autonómico de 1895, obra de João Franco e do governo ditatorial presidido pelo político açoriano Ernesto Rodolfo Hintze Ribeiro.
Foi Conselheiro de Sua Majestade Fidelíssima.
Regressado a Ponta Delgada, afastou-se da vida partidária. Ainda assim, foi presidente da Comissão Executiva da primeira Junta Geral de Ponta Delgada instalada após a entrada em aplicação do Decreto de 2 de Março de 1895 e presidente da Junta Geral do Distrito Autónomo de Ponta Delgada entre 1905 e 1908.
Após a implantação da República Portuguesa abandonou definitivamente a vida política, vindo a falecer em Ponta Delgada a 18 de Janeiro de 1917.
Apesar de ser dos membros da Comissão Autonómica aquele que menor exposição pública posterior teve, a cidade de Ponta Delgada recorda-o na toponímia de uma das suas ruas.